# Virginia Duenkel
Virginia Duenkel (Estados Unidos, 7 de marzo de 1947) es una nadadora estadounidense retirada especializada en pruebas de estilo libre, donde consiguió ser campeona olímpica en 1964 en los 100 metros.

## Carrera deportiva
En los Juegos Olímpicos de Tokio 1964 ganó la medalla de oro en los 400 metros estilo libre, con un tiempo de 4:43.3 segundos que fue récord olímpico, por delante de sus paisanas estadounidenses Marilyn Ramenofsky y Terri Stickles; y también ganó el bronce en los 100 metros espalda.
Y en los Juegos Panamericanos de 1963 celebrados en Sao Paulo ganó el oro en los relevos de 4x100 metros estilos.